# Золотой телёнок (телесериал)
«Золотой телёнок» — телесериал из восьми эпизодов, экранизация одноимённого романа И. Ильфа и Е. Петрова. Сценарий телесериала почти не отступает от произведения (за исключением финала). Большая длительность телесериала по сравнению с одноимённым фильмом М. Швейцера позволила включить в него ряд отсутствующих в фильме 1968 года эпизодов, например, сцены в психбольнице и «Вороньей слободке». Подавляющее большинство обозревателей считают сериал провальным (см. раздел Критика).

## Сюжет
Экранизация романа Ильи Ильфа и Евгения Петрова с альтернативным окончанием, взятым из отвергнутого авторами черновика.

## В ролях
- Олег Меньшиков — Остап Бендер
- Никита Татаренков — Шура Балаганов
- Леонид Окунев — Михаил Паниковский (1—7 серии)
- Дмитрий Назаров — Адам Козлевич
- Алексей Девотченко — Александр Корейко, подпольный миллионер (1—7 серии)
- Ольга Красько — Зося Синицкая (2, 3, 6, 7, 8 серии)
- Александр Семчев — бухгалтер Берлага (3, 5, 6 серии)
- Михаил Ефремов — Васисуалий Лоханкин (4, 6 серии)
- Инга Оболдина — Варвара Лоханкина (4, 6 серии)
- Михаил Светин — зицпредседатель Фунт (4, 5, 6 серии)
- Евгений Стычкин — начальник «Геркулеса» Полыхаев (5 серия)
- Фёдор Добронравов — инженер Птибурдуков (4, 6 серии)
- Михаил Богдасаров — инженер Кондрат Талмудовский (1, 4, 7 серии)
- Игорь Дмитриев — монархист Фёдор Хворобьёв (2 серия)
- Екатерина Вуличенко — Дуня (4 серия)
- Кахи Кавсадзе — Гигиенишвили (4 серия)
- Алёна Бабенко — Серна Михайловна, секретарша Полыхаева (5, 6 серии)
- Андрей Кайков — шурин Берлаги (3 серия)

## Положительные отзывы
- Владимир Хотиненко (учитель режиссёра Ульяны Шилкиной)[2]:

Молодым нужно доверять снимать любые вещи. Был рад за Ульяну, когда ей предложили снимать «Телёнка», она мне звонила. Сейчас у нас молодое кино.
- Юрий Мороз (продюсер компании «Централ Партнершип»)[2]:

Сериал мне нравится. … Ульяна отличается цепкостью, скоростью, характером. … Шилкина с точки зрения продаж с работой справилась.

## Отзывы и оценки
- Сергей Юрский (Бендер в первом «Золотом телёнке») плохо отозвался о качестве режиссуры[2]:

Этот фильм … не представляет никакой художественной ценности! Этого фильма просто нету! Пустое место! И актёры тут ни при чём.
- Татьяна Лиознова отметила, что «Меньшиков — худший из Остапов»[2]:

«Золотой телёнок» я смотреть начала, но не стала, потому что не испытываю симпатии к исполнителю роли Бендера. Это худший из всех Остапов! Новый Бендер слабосильный и какой-то женственный, словно лишённый мужского начала. Сильнее всех Арчил Гомиашвили, показавший героя, который при своём хамстве и наглости был очень обаятельным…
- Георгий Данелия, кинорежиссёр[2]:

Мне не нравится Остап в новом «Телёнке». <…> Я видел кинопробы многих актёров на эту роль. Лучший Бендер из всех был Никита Михалков.
- Илья Авраменко, кинодраматург, сценарист фильма[3]:

Мне стыдно, что я автор этого фильма. <…> Мы видим чудовищную операторскую работу; безобразную, халтурную — художника-постановщика. На доморощенные декорации невозможно смотреть. Полное отсутствие крупных планов <…> говорит о том, что режиссёр просто не успевал по времени снять весь материал. <…> Из актёров на уровне играет один Дмитрий Назаров (Козлевич). <…> Я считаю — это провал. И мне очень жаль! И я хочу всем людям, которые любят Ильфа и Петрова, <…> как автор сериала, принести свои искренние извинения!
- Марк Захаров, режиссёр фильма «12 стульев» 1976 года[2]:

В «Золотом телёнке» аморфное и замедленное действие. У Андрея Миронова, Юрского и даже у Гомиашвили была целеустремлённость и энергия, которой мне недостаёт в Меньшикове. Он актёр интересный. Но ему нужно помогать, в фильме он брошен в отсутствие жанра. Ему остаётся только играть какую-то жизнерадостность на пустом месте. Непопадание у всех актёров. Режиссура слабенькая.
Фильм Ульяны Шилкиной удостоен премии «Почётная Безграмота» (в рамках национальной ярмарки «Книги России») с формулировкой «за вялую и бессмысленную экранизацию» одного из самых смешных русских романов XX века — «Золотой телёнок».